# Rodrigo de Resende Nogueira de Novais
Rodrigo de Resende Nogueira de Novais (c. 1580 - 1661) foi um fidalgo português do século XVII.

## Biografia
Descendia lendariamente de D. Mendo, ou D. Paio, Nogueira, Senhor da Torre de Nogueira no tempo de D. Afonso VI de Leão, embora o Conde D. Pedro apenas comece esta linhagem com Pedro Pais Nogueira e Estêva Pais, pais de Mestre Pedro Peres Nogueira, no século XIII. Como filho primogénito de Jorge Nogueira de Novais e de sua mulher Catarina de Resende, entroncava na mulher de Bartolomeu Dias e em Paulo Dias de Novais.
Foi um dos colaboradores dedicados e seguros da Restauração da Independência de Portugal, embora o seu nome ficasse esquecido nas obras memorativas deste magno acto nacional, esquecimento esse que abrangeu outros Conjurados.
Com os seus criados em armas, assistiu, no Paço Real, durante o dia 1 de Dezembro de 1640, depois de haver cooperado na Aclamação do 8.º Duque de Bragança, D. João II. Na madrugada do dia 2 foi, com a sua gente, para Santarém, onde promoveu, zelosamente, a dita Aclamação, factos certificados pelo 9.º Senhor e 1.º Conde de Unhão, D. Fernão Teles de Meneses.
Rodrigo de Resende Nogueira de Novais, Senhor do Morgado de São Simão Sthoch, recebeu a Capitania de Angola em 1656, da qual não tomou posse por haver falecido em 1659, e o Hábito de Cavaleiro Professo da Ordem de Cristo com 200 cruzados (ou 8$000 réis) de renda.

## Casamento e descendência
Casou com Brites Barreto Cota Falcão (c. 1605 - ?), dos quais foi filho outro Rodrigo de Resende Nogueira de Novais, casado com Paula de Toar de Sousa, os quais foram pais de Gaspar de Carvalho de Resende Nogueira de Novais (Santarém, c. 1700 - ?), casado com Brites Maria Antónia Moniz Perdigão Pereira de Faria, que entroncava num irmão de António de Faria, dos quais foi filha Teodósia Maurícia Vitória Moniz Perdigão de Resende Nogueira de Novais (1726 - ?), a qual, por falta de varonia, passou a representar a linhagem paterna, e a qual casou com seu parente Simão Neto Pereira Pato de Novais Pimentel. Destes, foi filha herdeira Isabel Teresa Bárbara Vitória Pereira Neto Pato de Novais Pimentel, mulher do 2.º Marquês de los Soidos, D. António Luís José Francisco Xavier Pereira Coutinho Pacheco de Vilhena e Brito de Mendonça Botelho.